# Date (UNIX)

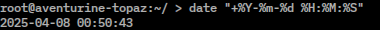
UNIXdateコマンド

UNIXのdateとは、日時を表示するコマンドである。スーパーユーザーはこのコマンドを利用してシステム時刻を設定できる。

## 利用法
オプションなしで実行した場合、dateコマンドは現在日時を表示する。より正確には、標準Cライブラリの関数gettimeofday()を用いて秒単位またはマイクロ秒単位でオペレーティングシステム (OS) が保持するシステム時刻を呼び出し、「タイムゾーン情報」（Unix系OSではtz databaseが良く使われる）を用いて設定された標準時（タイムゾーン）に変換して表示する。表示の形式は、月・曜日は省略形となり、日付と月、コロン区切りの時刻、標準時、年の順番で表示される。システム時刻がEDTに設定済みの上でdateコマンドを実行した例を挙げる。
```
$date
Fri Jul 27 14:12:06 EDT 2007
```

dateコマンドの実装はUnix系のバリエーションによって違いが大きいことには注意しておきたい。移植性がある部分が少なかったためPOSIXでは-uオプションとフォーマット指定子しか標準化することが出来なかった。それ以外はすべて拡張機能であり移植性がない。システム時刻の設定も拡張機能である。GNU Core Utilitiesをベースとするコマンドはより多くの拡張機能が実装されている。

## フォーマット
dateコマンドに+で始まる以下の文字列をオプションとして与えることで表示形式（フォーマット）を変更することができる。表の通り、dateコマンドの出力結果はロケールによって変化する（混乱しないよう述べると、本稿の表において、出力結果はウィキペディアのシステム時刻であり、それはUTCと一致している。また一部を除いてロケールは「日本」に設定したと仮定している）。
| 指示子               | 記述                                                                                         | 値/例                            | 備考                         |
| 日                   | 日                                                                                           | 日                               | 日                           |
| -------------------- | -------------------------------------------------------------------------------------------- | -------------------------------- | ---------------------------- |
| %a                   | 曜日（省略形。例: Sun.）                                                                     | 金                               | ロケールによって結果は変わる |
| %A                   | 曜日（完全な表記）                                                                           | 金曜日                           | ロケールによって結果は変わる |
| %d                   | 日（ゼロ埋めされたdd表記）                                                                   | 09                               |                              |
| %e                   | 日（ゼロ埋めしないdd表記）                                                                   | 9                                |                              |
| %j                   | その年の経過日数（ゼロ埋め表記）                                                             | 001-366                          |                              |
| %u                   | 月曜日を1日目とした時の1週間における経過日数（mtwtfss）                                      | 5                                |                              |
| %w                   | 日曜日を0日目とした時の1週間における経過日数（smtwtfs）                                      | 5                                |                              |
| 週                   |                                                                                              |                                  |                              |
| %U                   | 日曜日を週の最初の日とみなしたときの、その年での経過週数（0から開始）                        | 00–53                            |                              |
| %W                   | 月曜日を週の最初の日とみなしたときの、その年での経過週数（0から開始）                        | 00–53                            |                              |
| %V                   | 月曜日を週の最初の日とみなしたときの、その年での経過週数（1から開始）                        | 01–53                            |                              |
| 月                   |                                                                                              |                                  |                              |
| %m                   | 月数（mm表記）                                                                               | 05                               |                              |
| %h                   | 月名                                                                                         | 5月                              | ロケールによって結果は変わる |
| %b                   | 月名（ロケールによっては省略系。例: Jan.）                                                   | 5月                              | ロケールによって結果は変わる |
| %B                   | 月名（%b指示子にて省略されたロケールでも、本指示子の場合は完全に表記されるが、可変長である） | 5月                              | ロケールによって結果は変わる |
| 年                   |                                                                                              |                                  |                              |
| %y                   | 2桁年数（yy表記）                                                                            | 00–99                            |                              |
| %Y                   | 年数（ccyy表記）                                                                             | 2025                             |                              |
| %g                   | 2桁年数（%V指示子の週数に対応する表記）                                                      |                                  |                              |
| %G                   | 4桁年数（%V指示子の週数に対応する表記）                                                      |                                  |                              |
| 世紀                 |                                                                                              |                                  |                              |
| %C                   | 世紀（cc表記）                                                                               | 00–99                            |                              |
| 日付                 |                                                                                              |                                  |                              |
| %D                   | mm/dd/yy表記                                                                                 | 05/9/25                          |                              |
| %x                   | mm/dd/yy表記（ただし、ロケール固有の表現）                                                   | 05/9/2025                        |                              |
| %F                   | %Y-%m-%d                                                                                     | 2025-05-9                        |                              |
| 時                   |                                                                                              |                                  |                              |
| %l (小文字のL)       | 12時間表記（ゼロ埋めせず）                                                                   | 3                                |                              |
| %I (大文字のI)       | 12時間表記（ゼロ埋め）                                                                       | 03                               |                              |
| %k                   | 24時間表記（ゼロ埋めせず）                                                                   | 15                               |                              |
| %H                   | 24時間表記（ゼロ埋め）                                                                       | 15                               |                              |
| %p                   | AM/PM表記（ロケールによるが、大文字表記。空白をおいて「時」が表記されることが多い）          | PM                               |                              |
| %P                   | am/pm表記（ロケールによるが、小文字表記。）                                                  | pm                               |                              |
| 分                   |                                                                                              |                                  |                              |
| %M                   | 分（MM表記）                                                                                 | 57                               |                              |
| 秒                   |                                                                                              |                                  |                              |
| %s                   | 1970年1月1日0時0分0秒UTCからの秒数（UNIX時間）                                               | 1746806240                       |                              |
| %S                   | 秒（SS表記）                                                                                 | 00–60 （60というのは閏秒による） |                              |
| %N                   | ナノ秒                                                                                       | 000000000–999999999              |                              |
| 時刻                 |                                                                                              |                                  |                              |
| %r                   | 時、分、秒（12時間表記）                                                                     | 03:57:20 PM                      |                              |
| %R                   | 時、分（24時間表記）                                                                         | hh:mm、例えば15:57               |                              |
| %T                   | 時、分、秒（24時間表記）                                                                     | 15:57:20                         |                              |
| %X                   | %H:%M:%S（ロケール固有の表現）                                                               |                                  |                              |
| 日時                 |                                                                                              |                                  |                              |
| %c                   | ロケール固有の日時表記                                                                       | Sat Nov 04 12:02:33 EST 1989     |                              |
| 標準時・タイムゾーン |                                                                                              |                                  |                              |
| %z                   | RFC-822方式の数値表記（-zzzz）                                                               | -0500                            |                              |
| %Z                   | 英字表記のタイムゾーン。未決ならば空白。                                                     | EST                              |                              |

文字出力: %n 改行       %% パーセント      %t 水平タブ
デフォルトではdateは数値フィールドをゼロ埋めする。
GNU dateは%と数値指定子の間にあるフィールドに対して、-（ハイフン）を置くと空白を埋めずフィールドを詰めないが、 _（アンダースコア）は空白でフィールドを埋める。この動作はBSDベースのdateコマンドには当てはまらない。
環境変数TZはタイムゾーンを指定する。ただしこの値はコマンドラインパラメータで上書きできる。TZに何も指定されていない場合、デフォルトでは/etc/localtimeの設定が利用される（詳細は記事"tz database"を参照）。

## オプション
-d, -de=stringは、文字列stringに適応する日時を表示する。例えば-d two days agoならばコマンド実行時点から2日前の日時を表示する。ただし、nowは指定できない。
-e=datefileは、deで指定した文字列を記述したdatefileを一行ずつ読み込み処理する。
-s, --set=stringは、-d, -deと同様の形式の文字列stringを受け付け、時刻を設定する。
-nは、timed(8)ユーティリティを利用したマシンの時刻同期を行わない。デフォルトでは、timedが稼動している場合、dateコマンドはローカル・グループに含まれる全てのマシンの時刻を同一のものに設定する。-nオプションはこれを抑制する。
-uは、UTCに時刻を表示、もしくは設定する。
date [-u|--utc|--universal] [mmddHHMM[[cc]yy][[.SS]]というオプションでのみ、その出力結果はUTCを指定する適切な形式となる。
-uは、GMTに指定されたとみなす。出力結果例: Sat Feb  5 14:49:42 GMT 2005
--utc, --universalはTZを地方時の代わりにUTCに指定されたとみなす。出力結果例: Sat Feb  5 09:49:59 EST 2005
-ITIMESPEC, --iso-8601[=TIMESPEC]は、ISO 8601形式で出力する。TIMESPECには文字列hours, minutes, secondsのいずれかを指定でき、それぞれ時刻の精度を決定する。autoと指定すると時刻を表示しなくなる。
文字列を何も指定せず、ただ--iso-8601というオプションを指定した場合、 `date'コマンドのデフォルトの表示、すなわち、時刻を省略したISO 8601形式で出力する。
-R, --rfc-822は、出力をRFC-822準拠の日時文字列で出力する。例: Wed, 16 Dec 2009 15:18:11 +0100
--helpは、使用方法を表示する。
Single UNIX Specification (SUS)は、たった一つのオプション: -uのみを要求している。前述したとおり、これはタイムゾーンがあたかもUTC+0に指定したかのように日時を表示する。その他のUNIX並びにUnix系オペレーティングシステムでは追加のオプションが提供される場合もある。

## 実行例
```
date "+%m/%d/%y"
7/4/06
```

```
date "+%Y%m%d"
20060704
```

時刻に変数を割り当てる場合は、
```
START=`date '+%r'`
echo $START
03:06:02 PM
sleep 5
echo $START
03:06:02 PM
```

ただし、変数は時刻を割り当てた瞬間のものである。実行した瞬間ではない。
dateコマンド実行からちょうど昨日の日時を変数に割り当てる場合は、
```
DATE=$(date -d yesterday +"%Y%m%d")
echo $DATE
20060704
```

異なるタイムゾーンの時刻を表示したい場合は、環境変数TZの値を上書きする。
様々なタイムゾーンは/usr/share/zoneinfoディレクトリ以下に存在する（詳細は記事"tz database"を参照）。
```
OLDTZ=$TZ
export TZ=GMT; echo "GMT:               `date +\"%F %R (%Z)\"`"
GMT:               2008-10-31 12:30 (GMT)
export TZ=Europe/Stockholm; echo "Stockholm:    `date +\"%F %R (%Z)\"`"
Stockholm:    2008-10-31 13:30 (CET)
export TZ=Asia/Kuala_Lumpur; echo "Kuala Lumpur:        `date +\"%F %R (%Z)\"`"
Kuala Lumpur:        2008-10-31 20:30 (MYT)
export TZ=US/Central; echo "Dallas:             `date +\"%F %R (%Z)\"`"
Dallas:             2008-10-31 07:30 (CDT)
export TZ=$OLDTZ
```

その他の利用可能な時刻文字列の例。
```
date +"%Y%m%d" -d sunday # 
GNU date

20060709

date +"%Y%m%d" -d last-sunday # 
GNU date

20060702

date +"%Y%m%d" -d last-week # 
GNU date

date -v -1m +"%Y%m%d" # BSD date
20060627

date +"%Y%m%d" -d last-month # 
GNU date

date -v -1w +"%Y%m%d" # BSD date
20060604

date +"%Y%m%d" -d last-year # 
GNU date

date -v -1y +"%Y%m%d" # BSD date
20050704

date +"%Y%m%d" -d next-week # 
GNU date

date -v 1w +"%Y%m%d" # BSD date
20060711

date +"%Y%m%d" -d next-month # 
GNU date

date -v 1m +"%Y%m%d" # BSD date
20060804

date +"%Y%m%d" -d next-year # 
GNU date

date -v 1y +"%Y%m%d" # BSD date
20070704
```

```
date +"%Y%m%d" -d "2 days ago" # 
GNU date

date -v -2d +"%Y%m%d" # BSD date
20060702
```

```
date +"%Y%m%d" -d "2 months ago" # 
GNU date

date -v -2m +"%Y%m%d" # BSD date
20060504
```

```
date +"%Y%m%d" -d "2 years ago" # 
GNU date

date -v -2y +"%Y%m%d" # BSD date
20040704
```

UNIX時間を表示するには、
```
date +"%s" -d "Fri Apr 24 13:14:39 CDT 2009"
1240596879
```

UNIX時間から人間が可読な形式に変換するには、
```
date -d "UTC 1970-01-01 1240596879 secs"
Fri Apr 24 13:14:39 CDT 2009
```

または、
```
date -ud @1000000000
Sun Sep  9 01:46:40 UTC 2001
```

## システム時刻の設定
SUSのX/Open System Interfaces（XSI）拡張仕様では、dateコマンドは、日時を設定するためにも利用可能であると指定されている。日時を変更したい場合は、dateと共に、MMddhhmm[[cc]yy]フォーマットのオプションを指定する。ここで、MMとは2桁表示での月数、ddは2桁表示での日数、hhは2桁表示での時間、mmは2桁表示での分を表す。以下は補足的に利用される。ccは年の先頭2桁、yyは年の後半2桁の数字を表す。
その他のUNIXやUnix系オペレーティングシステムでは、dateコマンドのオプションまたは日時フォーマットが異なっている可能性がある。例えば、Linuxなど幾つかのシステムでは、現在日時を2004年9月8日1時22分に設定する場合は、以下のようなコマンドラインで実行する。
```
date --set="20040908 01:22"
```